# Death Row (álbum)
Death Row es el décimo álbum de estudio de la banda alemana de heavy metal Accept, publicado en 1994 por RCA Records para Europa y por el sello Pavement para los Estados Unidos. Es la última producción con el baterista Stefan Kaufmann, ya que durante el proceso de grabación sufrió serios dolores de espalda que le impidieron tocar bien la batería. Por ello, las canciones «Bad Habits Die Hard» y «Prejudice» fueron grabadas con el también alemán Stefan Schwarzmann, quien asumió la batería de manera temporal durante la gira promocional.
A pesar de poseer un sonido más agresivo que sus anteriores álbumes, fue criticado por la prensa especializada por su débil producción y poco dinamismo en las canciones. Por otro lado, el tema instrumental «Drifting Apart» fue titulado en algunas ediciones como «Drifting Away», mientras que en la canción «Sodom & Gomorra» incluye 1:29 minutos del movimiento «Danza del sable», escrita por el compositor armenio Aram Jachaturián en 1942. De igual manera, se incluye una versión instrumental de la marcha «Pompa y circunstancia» compuesta por el sir Edward Elgar.

## Lista de canciones
Todos los temas por Accept y Deaffy, a menos que se indique lo contrario.

| N.º | Título                  | Escritor(es)     | Duración |  |
| 1.  | «Death Row»             |                  | 5:17     |  |
| 2.  | «Sodom & Gomorra»       |                  | 6:28     |  |
| 3.  | «The Beast Inside»      |                  | 5:57     |  |
| 4.  | «Dead on!»              |                  | 4:52     |  |
| 5.  | «Guns 'R' Us»           |                  | 4:41     |  |
| 6.  | «Like a Loaded Gun»     |                  | 4:19     |  |
| 7.  | «What Else»             |                  | 4:39     |  |
| 8.  | «Stone Evil»            |                  | 5:22     |  |
| 9.  | «Bad Habits Die Hard»   |                  | 4:41     |  |
| 10. | «Prejudice»             |                  | 4:14     |  |
| 11. | «Bad Religion»          |                  | 4:26     |  |
| 12. | «Generation Clash II»   |                  | 5:05     |  |
| 13. | «Writing on the Wall»   |                  | 4:25     |  |
| 14. | «Drifting Apart»        | Hoffmann, Baltes | 3:03     |  |
| 15. | «Pomp and Circumstance» | Edward Elgar     | 3:44     |  |

## Músicos
- Udo Dirkschneider: voz
- Wolf Hoffmann: guitarra eléctrica
- Peter Baltes: bajo
- Stefan Kaufmann: batería

Músicos adicionales
- Stefan Schwarzmann: batería en «Bad Habits Die Hard» y «Prejudice»